# Ciclismo ai Giochi della XXX Olimpiade - Inseguimento a squadre maschile
Le gare di inseguimento a squadre maschile dei Giochi della XXX Olimpiade furono corse il 2 e 3 agosto al London Velopark. La medaglia d'oro fu vinta dalla selezione britannica, composta da Steven Burke, Ed Clancy, Peter Kennaugh e Geraint Thomas, che confermò il titolo del 2008.
La competizione vide la partecipazione di 10 squadre composte da 4 atleti ciascuna.

## Risultati

### Qualificazioni
| Pos. | Paese         | Ciclisti                                                                      | Tempo    | Note  |
| ---- | ------------- | ----------------------------------------------------------------------------- | -------- | ----- |
| 1    | Gran Bretagna | Steven Burke Ed Clancy Peter Kennaugh Geraint Thomas                          | 3'52"499 | Q, WR |
| 2    | Australia     | Jack Bobridge Rohan Dennis Michael Hepburn Glenn O'Shea                       | 3'55"694 | Q     |
| 3    | Nuova Zelanda | Sam Bewley Westley Gough Marc Ryan Jesse Sergent                              | 3'57"607 | Q     |
| 4    | Danimarca     | Casper von Folsach Lasse Norman Hansen Michael Mørkøv Rasmus Christian Quaade | 3'58"298 | Q     |
| 5    | Russia        | Evgenj Kovalëv Ivan Kovalëv Aleksej Markov Aleksandr Serov                    | 3'59"264 | Q     |
| 6    | Spagna        | Pablo Bernal Sebastián Mora David Muntaner Albert Torres Barceló              | 4'02"113 | Q     |
| 7    | Colombia      | Juan Esteban Arango Edwin Ávila Arles Castro Weimar Roldán                    | 4'03"712 | Q     |
| 8    | Paesi Bassi   | Levi Heimans Jenning Huizenga Wim Stroetinga Tim Veldt                        | 4'03"818 | Q     |
| 9    | Belgio        | Dominique Cornu Kenny De Ketele Jonathan Dufrasne Gijs Van Hoecke             | 4'04"053 |       |
| 10   | Corea del Sud | Choi Seung-Woo Jang Sun-Jae Park Keon-Woo Park Seon-Ho                        | 4'07"210 |       |

### Primo turno
| Manche | Paese         | Ciclisti                                                                      | Tempo    | Pos. | Note |
| ------ | ------------- | ----------------------------------------------------------------------------- | -------- | ---- | ---- |
| 1      | Spagna        | Sebastián Mora David Muntaner Eloy Teruel Albert Torres Barceló               | 3'59"520 | 6    |      |
| 1      | Colombia      | Edwin Ávila Arles Castro Kevin Ríos Weimar Roldán                             | 4'05"485 | 8    |      |
| 2      | Russia        | Evgenj Kovalëv Ivan Kovalëv Aleksej Markov Aleksandr Serov                    | 3'57"237 | 4    | Q    |
| 2      | Paesi Bassi   | Levi Heimans Jenning Huizenga Wim Stroetinga Tim Veldt                        | 4'04"029 | 7    |      |
| 3      | Nuova Zelanda | Sam Bewley Aaron Gate Marc Ryan Jesse Sergent                                 | 3'56"442 | 3    | Q    |
| 3      | Australia     | Jack Bobridge Rohan Dennis Michael Hepburn Glenn O'Shea                       | 3'54"317 | 2    | Q    |
| 4      | Gran Bretagna | Steven Burke Ed Clancy Peter Kennaugh Geraint Thomas                          | 3'52"743 | 1    | Q    |
| 4      | Danimarca     | Casper von Folsach Lasse Norman Hansen Michael Mørkøv Rasmus Christian Quaade | 3'57"396 | 5    |      |

### Turno finale
Gara per l'oro
| Pos. | Paese         | Ciclisti                                                | Tempo    | Note |
| ---- | ------------- | ------------------------------------------------------- | -------- | ---- |
| 1    | Gran Bretagna | Steven Burke Ed Clancy Peter Kennaugh Geraint Thomas    | 3'51"659 | WR   |
| 2    | Australia     | Jack Bobridge Rohan Dennis Michael Hepburn Glenn O'Shea | 3'54"581 |      |

Gara per il bronzo
| Pos. | Paese         | Ciclisti                                                   | Tempo    | Note |
| ---- | ------------- | ---------------------------------------------------------- | -------- | ---- |
| 3    | Nuova Zelanda | Sam Bewley Aaron Gate Marc Ryan Jesse Sergent              | 3'55"952 |      |
| 4    | Russia        | Evgenj Kovalëv Ivan Kovalëv Aleksej Markov Aleksandr Serov | 3'58"282 |      |